# Halowe Mistrzostwa Polski Seniorów w Lekkoatletyce 2010
51. Halowe Mistrzostwa Polski Seniorów w Lekkoatletyce – zawody sportowe, rozegrane w dniach 27–28 lutego 2010 w Spale.

## Rezultaty

### Mężczyźni
| Konkurencja:              | 1. miejsce                           | Rezultat    | 2. miejsce                               | Rezultat    | 3. miejsce                          | Rezultat    |
| Bieg na 60 m              | Olaf Paruzel AZS-AWF Katowice        | 6,71 PB     | Marcin Nowak AZS-AWF Kraków              | 6,73 SB     | Dariusz Kuć AZS-AWF Kraków          | 6,80        |
| Bieg na 200 m             | Kamil Kryński KS Podlasie Białystok  | 21,31 SB    | Olaf Paruzel AZS-AWF Katowice            | 21,65 PB    | Patryk Ćwiek AZS-AWF Wrocław        | 21,69       |
| Bieg na 400 m             | Marcin Marciniszyn WKS Śląsk Wrocław | 46,80 SB    | Kamil Budziejewski AZS Łódź              | 47,20 PB    | Piotr Klimczak WKS Śląsk Wrocław    | 47,23 SB    |
| Bieg na 800 m             | Adam Kszczot RKS Łódź                | 1:50,25     | Adam Czerwiński WKS Wawel Kraków         | 1:50,75 PB  | Mateusz Podawca LKS Omega Kleszczów | 1:51,17 SB  |
| Bieg na 1500 m            | Mateusz Demczyszak WKS Śląsk Wrocław | 3:50,74     | Łukasz Jóźwiak AZS-AWF Wrocław           | 3:51,68     | Hubert Pokrop WKS Grunwald Poznań   | 3:52,02 PB  |
| Bieg na 3000 m            | Mateusz Demczyszak WKS Śląsk Wrocław | 8:18,33     | Michał Bernardelli KS Warszawianka W-wa  | 8:18,62 SB  | Hubert Pokrop WKS Grunwald Poznań   | 8:19,58     |
| Bieg na 60 m przez płotki | Artur Noga KS Warszawianka W-wa      | 7,65 SB     | Dominik Bochenek Zawisza Bydgoszcz       | 7,70        | Maciej Giza AZS-AWF Kraków          | 7,98 PB     |
| Chód na 5000 m            | Grzegorz Sudoł AZS-AWF Kraków        | 19:17,92 SB | Rafał Augustyn OTG Sokół Mielec          | 19:20,73 PB | Rafał Fedaczyński AZS-AWF Katowice  | 20:15,44 SB |
| Skok wzwyż                | Grzegorz Sposób MKS Start Lublin     | 2,22        | Wojciech Theiner AZS-AWF Katowice        | 2,22 SB     | Piotr Śleboda GKS Olimpia Grudziądz | 2,18 SB     |
| Skok o tyczce             | Łukasz Michalski Zawisza Bydgoszcz   | 5,70 =PB    | Przemysław Czerwiński MKL Szczecin       | 5,60 SB     | Mateusz Didenkow SKLA Sopot         | 5,50        |
| Skok w dal                | Marcin Starzak AZS-AWF Kraków        | 7,63 SB     | Michał Rosiak MLKS VECTRA-DGS Włocławek  | 7,60 SB     | Tomasz Dula KS Warszawianka W-wa    | 7,60        |
| Trójskok                  | Adrian Świderski WKS Śląsk Wrocław   | 16,42 SB    | Michał Lewandowski Zawisza Bydgoszcz     | 16,02 PB    | Paweł Kruhlik AZS-AWF Wrocław       | 15,81       |
| Pchnięcie kulą            | Tomasz Majewski AZS-AWF Warszawa     | 19,99       | Krzysztof Krzywosz KS Podlasie Białystok | 19,91 PB    | Mateusz Mikos AZS-AWF Kraków        | 18,61 PB    |
| Siedmiobój                | Marcin Dróżdż Zawisza Bydgoszcz      | 5526 pkt SB | Jacek Nabożny AZS-AWF Wrocław            | 5498 pkt PB | Marcin Przybył AZS-AWF Gorzów       | 5299 pkt PB |

### Kobiety
| Konkurencja:              | 1. miejsce                                  | Rezultat    | 2. miejsce                                     | Rezultat    | 3. miejsce                            | Rezultat    |
| Bieg na 60 m              | Marika Popowicz Zawisza Bydgoszcz           | 7,33        | Weronika Wedler AZS-AWF Wrocław                | 7,39        | Anna Kiełbasińska AZS-AWF Warszawa    | 7,44 =PB    |
| Bieg na 200 m             | Marika Popowicz Zawisza Bydgoszcz           | 23,57 PB    | Weronika Wedler AZS-AWF Wrocław                | 23,63 PB    | Anna Kiełbasińska AZS-AWF Warszawa    | 23,93 PB    |
| Bieg na 400 m             | Aneta Jakóbczak AZS Poznań                  | 54,46 PB    | Agnieszka Leszczyńska KB Sporting Międzyzdroje | 54,61       | Justyna Zembrzuska AZS-AWF Warszawa   | 55,03 PB    |
| Bieg na 800 m             | Angelika Cichocka ULKS Talex Borzytuchom    | 2:03,89     | Agnieszka Leszczyńska KB Sporting Międzyzdroje | 2:05,53     | Renata Pliś MKL Maraton Świnoujście   | 2:06,09     |
| Bieg na 1500 m            | Angelika Cichocka ULKS Talex Borzytuchom    | 4:10,91     | Lidia Chojecka KS Warszawianka W-wa            | 4:12,68     | Wioletta Frankiewicz AZS-AWF Kraków   | 4:14,37     |
| Bieg na 3000 m            | Sylwia Ejdys WKS Śląsk Wrocław              | 9:06,46     | Wioletta Frankiewicz AZS-AWF Kraków            | 9:06,93     | Lidia Chojecka KS Warszawianka W-wa   | 9:07,50     |
| Bieg na 60 m przez płotki | Karolina Tymińska ZLKL Zielona Góra         | 8,50        | Karolina Jaroszek RLTL ZTE Radom               | 8,52 PB     | Justyna Rybak AZS-AWF Kraków          | 8,66 PB     |
| Chód na 3000 m            | Agnieszka Dygacz AZS-AWF Katowice           | 13:07,05 PB | Paulina Buziak OTG Sokół Mielec                | 13:15,67 PB | Agnieszka Szwarnóg AZS-AWF Kraków     | 13:30,19 PB |
| Skok wzwyż                | Karolina Gronau MKS Start Lublin            | 1,90 =SB    | Kamila Stepaniuk KS Podlasie Białystok         | 1,86        | Karolina Błażej AZS-AWF Kraków        | 1,86        |
| Skok o tyczce             | Anna Rogowska SKLA Sopot                    | 4,60        | Monika Pyrek MKL Szczecin                      | 4,40        | Karmen Bunikowska AZS-AWFiS Gdańsk    | 4,10        |
| Skok w dal                | Małgorzata Trybańska KS Warszawianka W-wa   | 6,42 SB     | Joanna Skibińska MKS Aleksandrów Łódzki        | 6,29        | Anna Jagaciak MKS Juvenia Puszczykowo | 6,18 PB     |
| Trójskok                  | Joanna Skibińska MKS Aleksandrów Łódzki     | 14,05 SB    | Małgorzata Trybańska KS Warszawianka W-wa      | 13,49       | Agnieszka Rudnik BKS Bydgoszcz        | 13,24 PB    |
| Pchnięcie kulą            | Agnieszka Bronisz MKS-MOS Płomień Sosnowiec | 16,74 SB    | Magdalena Sobieszek AZS UMCS Lublin            | 15,95       | Paulina Guba OKS Start Otwock         | 15,74 PB    |
| Pięciobój                 | Karolina Kędzia AZS-AWF Wrocław             | 3878 pkt PB | Zofia Blicharska AZS-AWF Warszawa              | 3797 pkt PB | Agnieszka Szablewska RKS Łódź         | 3510 pkt SB |